# CHANGE THE WORLD (V6의 노래)
〈CHANGE THE WORLD〉는 V6의 17번째의 싱글이다.

## 설명
- 초회한정반에는 이 곡이 타이업 된 애니메이션 〈이누야샤〉의 작가인 타카하시 루미코가 직접 그린 V6 멤버 6명의 일러스트들이 특전으로 제공된다.
- 영어버전도 존재하는데 이탈리아의 성우 마시밀라노 알토가 Max Alto라는 명의로 낸 곡으로 이누야샤가 이탈리아에서 방영될 때 사용되었다. 또한 유로비트 버전으로 슈퍼 유로비트에 수록되기까지 하였다.

## 수록곡
1. CHANGE THE WORLD
  - 작사: 마츠모토 리에 / 작곡：와타나베 미라이 / 편곡：우에노 케이시
  - NTV 애니메이션 〈이누야샤〉 1대 오프닝 테마곡
2. 上弦の月→상현달
  - 작사: 나츠노 세리코·TSUKASA / 작곡: TSUKASA / 편곡: 시이나KAT타이
  - 후지TV 《웃음 V6병동!》의 주제곡
3. silver bells / Coming Century
  - 작사: MEYOU, 사사모토 야스사 / 작곡 · 편곡: 사사모토 야스사
4. CHANGE THE WORLD(カラオケ)
5. 上弦の月 (カラオケ)
6. silver bells(カラオケ)

| TV 애니메이션 《이누야샤》 여는 곡 2000년 10월 16일 (1화) ~ 2001년 7월 9일 (34화) |                         |                          |
| -                                                                                 | V6 〈CHANGE THE WORLD〉 | 다음 곡: 히토미 〈I am〉 |